# Naxçıvan (Stadt)
Naxçıvan oder Nachitschewan (aserbaidschanisch Naxçıvan şəhəri; armenisch Նախիջևան Nachidschewan, russisch Нахичевань Nachitschewan) ist die Hauptstadt der Autonomen Republik Nachitschewan, einer Exklave von Aserbaidschan.

## Geografie
Die Stadt ist kultureller und wirtschaftlicher Mittelpunkt eines landwirtschaftlich geprägten Gebietes des Süd-Kaukasus. Das Stadtgebiet hat eine Fläche von 130 km². Die Umgebung der Stadt ist gebirgig.
Sie hat 95.100 Einwohner (Stand: 2021). 2014 betrug die Einwohnerzahl 76.700.

## Geschichte
Laut armenischer Tradition gilt die Stadt Nachitschewan als erster Wohnplatz Noahs, nachdem er vom Berg Ararat herabgestiegen war. Dazu beigetragen hat auch, dass der aus dem Armenischen stammende Name Nachitschewan von erster Standort bzw. erste Station (Nach = erster, itschewan = Standort, Station) hergeleitet werden kann.
Der Begründer der modernen armenischen Linguistik, Heinrich Hübschmann, hingegen argumentiert, dass der Name der Stadt sich von Naxcavan (Naxc= ein Personenname, avan = Stadt) ableitet.
Claudius Ptolemäus, ein griechischer Geograph und Universalgelehrter des 2. Jahrhunderts, nannte die Stadt mit dem gräzisierten Namen Naxouana (Ναξουὰνα). Die Stadt gehörte zu den armenischen Provinzen Vaspurakan und Sjunik. Nachitschewan existierte bereits in vorchristlicher Zeit, als die Orontiden über Armenien herrschten. Sie war Teil des Straßensystems, das Iran mit dem Schwarzen Meer und den wechselnden armenischen Hauptstädten Jerwandaschat, Armawir, Artaschat und Vagarschapat verband. Nach der Christianisierung Armeniens wurde sie auch Sitz des Bischofs von Mardpetakan. 363 wurde die damals reiche Stadt Nachitschewan vom sassanidischen König Schapur II. zerstört und die armenische und jüdische Bevölkerung in das Perserreich deportiert.
Im Zuge der arabischen Invasion Armeniens wurde die Stadt Nachitschewan 650 von den Arabern belagert. Nach einem Friedensvertrag wurde die Stadt vom armenischen General Theodoros Rštuni an die Araber übergeben. Im Jahr 705 kam es zu einem armenischen Aufstand gegen die arabische Herrschaft. Bei der Niederschlagung wurden eine große Anzahl armenischer Notabeln getötet, wodurch die Stadt einen zunehmend muslimischen Charakter erlangte.
Unter den Bagratiden gelangte die Stadt um 900 kurzzeitig wieder unter armenische Kontrolle, fiel aber bald darauf erneut an die Araber.
Im 11. Jahrhundert gelangte Nachitschewan unter die Herrschaft der Seldschuken. 1197 fiel die Stadt kurzzeitig an das Königreich Georgien. Ab 1225 regierten die unter seldschukischer Oberherrschaft stehenden Ildegiziden über Nachitschewan. Als der Franziskaner Wilhelm von Rubruk 1253 die Region bereiste, fand er an der Stelle der Stadt Nachitschewan nur noch Ödland vor. Von den ursprünglich 80 armenischen Kirchen der Stadt waren von den Muslimen alle bis auf 2 kleine Kirchen zerstört worden.
1603–1604 fiel die Stadt an Schah Abbas I. von Persien.
1827 wurde die Stadt Nachitschewan von den Russen im Russisch-Persischen Krieg erobert und im Frieden von Turkmantschai dem Russischen Kaiserreich eingegliedert.

## Sehenswürdigkeiten
In der Stadt befinden sich das Mausoleum des Jussuf ibn Kusejir und das Momine-Chatun-Mausoleum. Eine weitere Sehenswürdigkeit ist das Staatliche Flaggenmuseum.

## Wirtschaft
In der Stadt gibt es Textil- und Lebensmittelindustrie. Ihre Umgebung ist landwirtschaftlich geprägt. Bei Bewässerung ist der Anbau von Baumwolle, Tabak sowie Obst- und Weinbau möglich. Weitere landwirtschaftliche Aktivitäten sind die Seidenraupen- und die Viehzucht. Auch Bergbau nach Buntmetallen und Steinsalz findet statt.

## Verkehr
Naxçıvan hat einen Bahnhof an der 1908 eröffneten Bahnstrecke Jerewan–Dscholfa. Der Eisenbahnverkehr ist aber eingestellt, auch weil die Verbindung zum übrigen aserbaidschanischen Eisenbahnnetz nur über durch Armenien verlaufende Strecken besteht.
Über den Flughafen Naxçıvan ist die Stadt auch international angebunden.

## Söhne und Töchter der Stadt
- Əcəmi Naxçıvani (* um 1120), einer der größten mittelalterlichen Architekten des Orients
- Cəlil Məmmədquluzadə (1869–1932), Schriftsteller und Denker
- Ruben Orbeli (1880–1943), armenisch-russischer Jurist, Hochschullehrer und Begründer der russischen Unterwasserarchäologie
- Aruth Wartanian (1880–1945), armenischer Bauingenieur, Schauspieler und Filmproduzent
- Hüseyn Cavid (1882–1941), Dichter
- Sedrak Arakeljan (1884–1942), armenischer Maler
- Wladimir Makogonow (1904–1993), sowjetischer Schach-Großmeister
- Heydər Əliyev (1923–2003), Präsident Aserbaidschans von 1993 bis 2003
- Həmid Qasımbəyov (1923–2005), sowjetischer Vizeadmiral und Kommandeur der Kaspischen Flottille
- Galina Bystrowa (1934–1999), sowjetische Leichtathletin
- Alek Rasizade (* 1947), Professor für Geschichte und Politikwissenschaften
- Əli Əsədov (* 1956), Premierminister Aserbaidschans seit 2019
- Rövnəq Abdullayev (* 1965), Präsident des aserbaidschanischen Fußballverbandes
- Nərmin Kazımova (* 1993), Schachspielerin
- Nicat Məmmədov (* 1985), Schachgroßmeister

## Städtepartnerschaften
Naxçıvan unterhält folgende fünf Städtepartnerschaften: 

| Stadt          | Land                | seit |
| -------------- | ------------------- | ---- |
| Batumi         | Georgien            | 2012 |
| Brest          | Belarus             | 2012 |
| Chongqing      | Volksrepublik China |      |
| Kota Kinabalu  | Malaysia            |      |
| Weliko Tarnowo | Bulgarien           |      |